# Albert von der Osten
Albert Heinrich von der Osten, né le 1er mars 1811 à Geiglitz (arrondissement de Regenwalde (de)) et mort le 16 septembre 1887 à Berlin, est un général de division prussien.

## Biographie

### Origine
Albert von der Osten est issu de la noble famille von der Osten. Il est le plus jeune fils du propriétaire terrien Lupold von der Osten (1776-1823) et de son épouse Sabine, née von Mellenthin (de) (1784-1861). Le mariage se termine par un divorce et sa mère épouse Ludwig von Briesen (de), administrateur de l'arrondissement de Schivelbein (de) Son père est un premier lieutenant, plus récemment dans le 22e régiment d'infanterie « von Pirch » et seigneur de Geiglitz. Son demi-frère est le lieutenant-général Louis Arthur von Briesen (de) (1819-1896).

### Carrière militaire
Osten rejoint comme volontaire le 3 octobre 1825 le 14e régiment d'infanterie de l'armée prussienne et est promu sous-lieutenant à la mi-décembre 1832. Le 1er octobre 1837, il devient adjudant du 1er bataillon et le 1er avril 1845, adjudant du régiment. Promu premier lieutenant à ce poste à la mi-novembre 1846, il participe à la bataille de Trzemeszno en 1848 lors de la répression des troubles dans le grand-duché de Posen. En 1849/50, Osten commande le 2e bataillon de réserve combiné en tant que commandant de compagnie. Le 12 novembre 1850, il devient capitaine et commandant de compagnie dans son régiment régulier. Promu major, il est transféré le 8 juin 1857 au commandement du 1er bataillon du 9e régiment de Landwehr à Stargard . Le 8 mai 1860, il est nommé chef de bataillon au 9e régiment d'infanterie combiné, qui devient début juillet 1860 le 49e régiment d'infanterie. Osten est nommé commandant de bataillon et promu lieutenant-colonel le 18 octobre 1861 à l'occasion des célébrations du couronnement du roi Guillaume Ier. Cela est suivi par sa nomination le 22 janvier 1864 comme commandant du 57e régiment d'infanterie et est promu colonel le 25 juin 1864.
Pendant la guerre austro-prussienne Osten dirige son régiment dans l'armée de l'Elbe lors des batailles de Münchengrätz et de Sadowa en 1866. Après l'accord de paix, il reçoit l'Ordre de la Couronne de 3e classe avec épées pour son travail. Le 25 septembre 1867, il est nommé commandant de la 36e brigade d'infanterie et promu général de division le 22 mars 1868, avant de recevoir le 8 mai 1869 l'ordre de l'Aigle rouge de 2e classe aux feuilles de chêne avec la pension légale. Pendant la durée de la mobilisation pour la guerre contre la France, Osten est nommé à partir du 18 juillet 1870 commandant adjoint de la 36e brigade d'infanterie. Le 24 juin 1871, son utilisation active est révoquée et il reçoit le 29 août 1871 l'ordre de la Couronne de 2e classe avec épées.
Il meurt célibataire le 16 septembre 1887 à Berlin et est enterré le 19 septembre 1887 au cimetière d'Hasenheide.